# خط اورخون

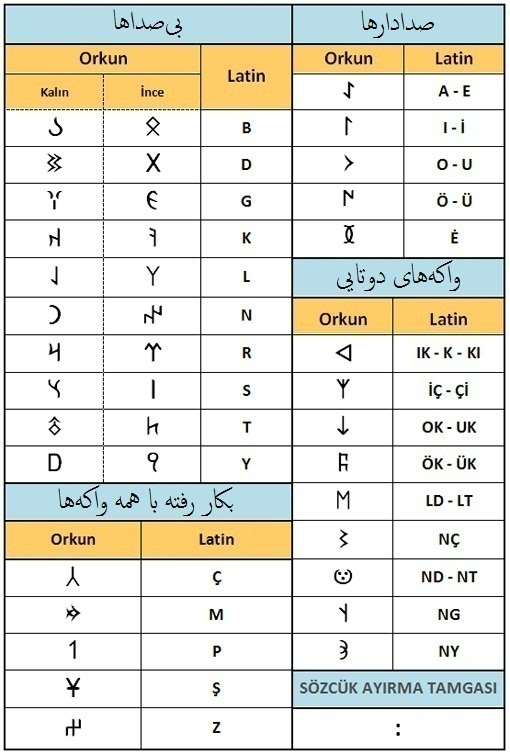
الفبای اورخون و برابرسنجی آن با الفبای ترکی استانبولی

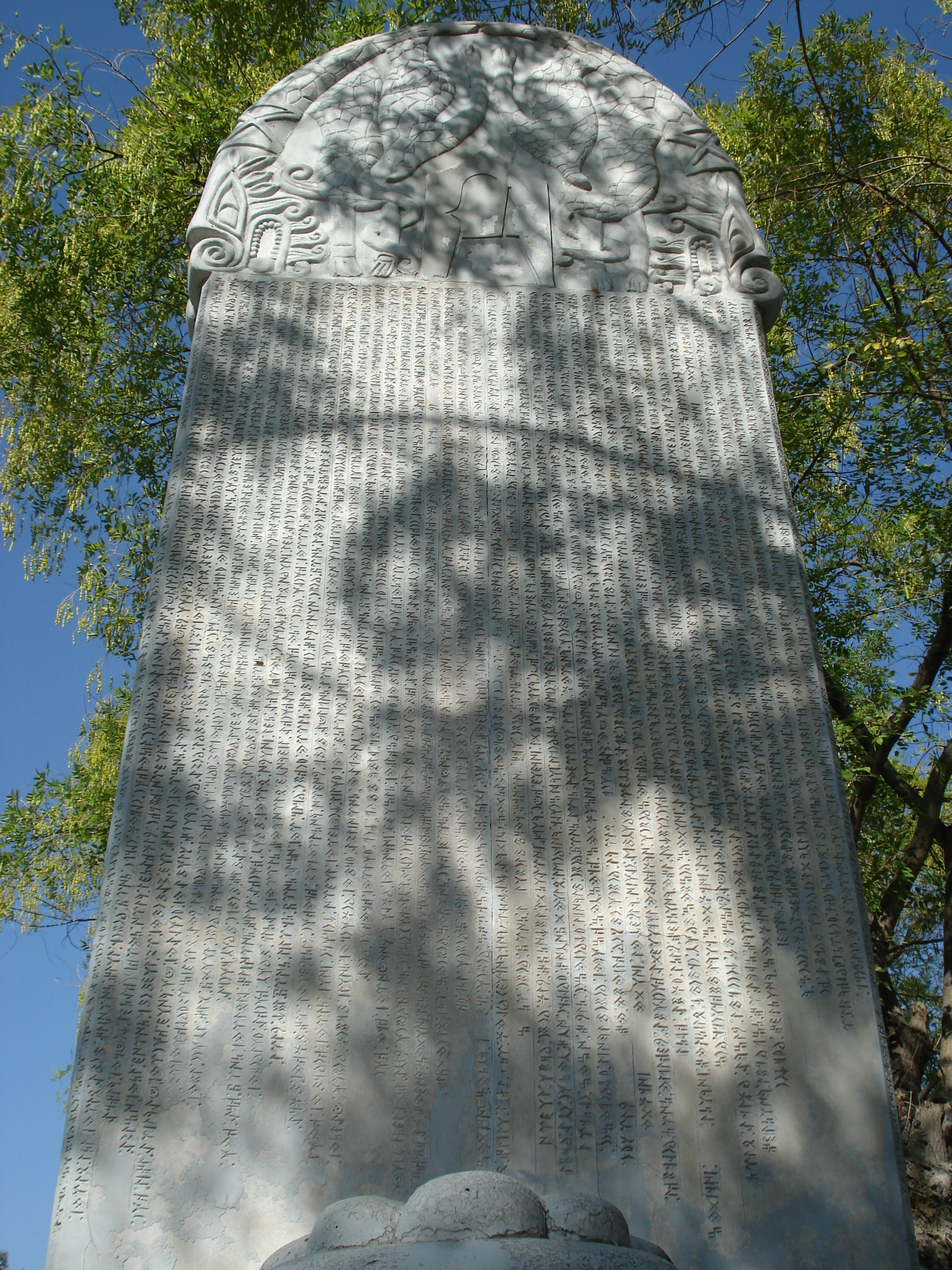
کپی سنگ نوشته اورخون در ترکیه

الفبای اورخون یا الفبای ترکی قدیم یا الفبای گؤک‌ترکان الفبایی است که توسط گوگ‌ترک‌ها و دیگر خانات ترک در میانه سده‌های ۸ تا ۱۰ میلادی (۱۱۰۰ تا ۱۳۰۰ سال پیش) برای نوشتن زبان ترکی قدیم استفاده می‌شده‌است. الفبای اورخون برگرفته از گونه‌های الفبای آرامی است. عموماً باور بر این است که ترک ها از راه مسیحیان نسطوری سغدی‌زبان با این خط آشنا شده‌اند. این دبیره که امروز دبیرهٔ اورخون می‌نامند از دبیره رونیک یا راز دبیره گرفته شده‌است.
الفبای اورخون در سال ۱۸۸۹ توسط ویلهلم تومسن دانمارکی رمز گشایی شد. این الفبا از زمانی که در سال ۱۸۸۹ توسط نیکولای یادرینتسف در دشت اورخون در مغولستان کشف شده الفبای اورخون نامگذاری گردید. این الفبا قدیمی‌ترین الفبای کشف شده برای نوشتن هر گونه زبان آلتایی است.
خود تومسن و ترک‌شناس دیگر آلمانی الاصل روس رادلف، اولین مترجمان این کتیبه‌ها بودند. گرچه به ترجمه‌های آن‌ها نیز انتقاداتی وارد است.
بارتولد ترک‌شناس معروف روس دربارهٔ این الفبای اورخونی می‌نویسد: دقیقترین تحقیقی که دربارهٔ اصل و منشأ خط کتیبه‌های اورخون و ینی سئی انجام شده‌است کار دونر دانشمند فنلاندی است. وی شباهتهای بسیاری میان خط این کتیبه‌ها و خط سکه‌های اشکانیان که در قرن سوم پیش از میلاد تا قرن سوم بعد از میلاد بر ایران فرمان می‌رانده‌اند یافته‌است. ر. گوتی یو، ایرانشناس بر آن بود که این احتمال وجود دارد که الفبای کتیبه‌های اورخون و ینی سئی از الفبای سغدی مشتق شده باشند، اما معتقد بود الفبای این کتیبه‌ها را باید اشکال حروف الفبایی قدیمی تر از الفبای سغدی که از قرن اول میلادی بر جای مانده‌است مرتبط دانست. با وجود این کتیبه‌های ترکی که تا زمان ما یافت شده‌است، از قرن هفتم میلادی فراتر نمی‌رود و تا زمان کشف آثار ترکی قدیمی تر، نمی‌توان با یقین علمی اصل و منشأ قدیمی‌ترین الفبای ترکی را تعیین کرد و تکامل تدریجی آن را دنبال نمود.

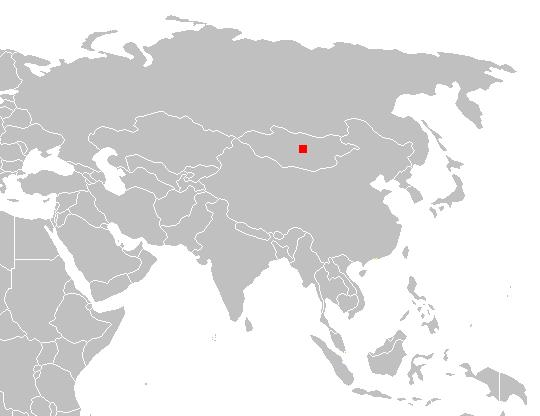
موقعیت دره اورخون در کشور مغولستان.

منابع چینی معاصر در مورد اینکه آیا ترکها تا قرن ششم زبان نوشتاری داشتند یا خیر، اختلاف نظر دارند. کتاب ژو که مربوط به قرن هفتم است اشاره می‌کند که ترک‌ها زبان نوشتاری مشابه زبان سغدی‌ها داشتند. دو منبع دیگر، کتاب سویی و تاریخ سلسله‌های شمالی مدعی هستند که ترک‌ها زبان نوشتاری نداشتند.به گفته ایستوان وساری، خط ترکی قدیم تحت حکومت خاقانان اولیه ابداع شد و از مد سغدی الگوبرداری شد. چندین گونه از این خط در اوایل نیمه اول قرن ششم به وجود آمد.

## نگارخانه

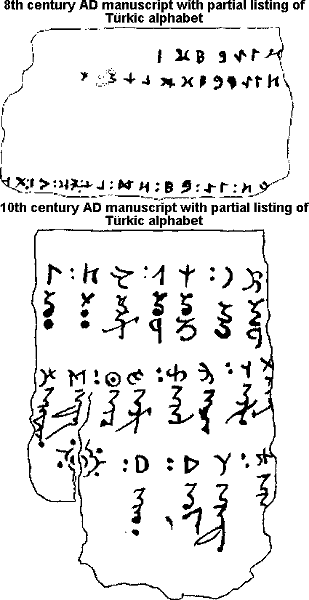